# BRmedia
Die BRmedia GmbH ist eine 100%ige Tochtergesellschaft des Bayerischen Rundfunks mit Sitz in München. Durch die Übernahme von Aufgaben des Bayerischen Rundfunks trägt die BRmedia zur Finanzierung des öffentlich-rechtlichen Rundfunks gemäß Rundfunkstaatsvertrag bei.

## Geschichte

Logo der Bayerischen Rundfunkwerbung GmbH ab 1972

Im März 1949 beschloss der Rundfunkrat des Bayerischen Rundfunks die Ausstrahlung von Werbesendungen im Hörfunk. Drei Monate später nahm die Bayerische Werbefunk GmbH als 100%ige Tochter des BR ihre Arbeit auf. Im Jahr 1956 wurde die Bayerische Werbefernsehen GmbH als ebenfalls 100%ige Tochter des BR gegründet. Am 3. November 1956 erfolgte erstmals die Ausstrahlung einer TV-Werbesendung mit dem Titel Zwischen halb und acht. Der BR war die erste Rundfunkanstalt in der BRD, die Fernsehwerbung sendete. 
Im Mai 1972 fusionierten die Bayerische Werbefunk GmbH und die Bayerische Werbefernsehen GmbH zur Bayerischen Rundfunkwerbung GmbH. 2010 wurde die Bayerische Rundfunkwerbung GmbH in BRmedia GmbH umbenannt. Im Februar 2013 installierte BRmedia den Fachbereich DIGITAL / Development New Business, dessen Geschäftsfeld die Verwertung von Sendungen und Filmen bis hin zur Vermarktung eigener Services und Inhalte des Bayerischen Rundfunks beinhaltet. Im Oktober 2013 fand die Anbindung des Geschäftssegments BRreisen an BRmedia statt, 2016 erfolgte die Eingliederung des Servicebüros Klangkörper, in dessen Rahmen die Marketingaktivitäten der BR-Klangkörper gebündelt sind.

## Kerngeschäft
Das Kerngeschäft der BRmedia besteht in der Komplettvermarktung der Werbezeiten in den werbungführenden BR-Radioprogrammen Bayern 1, Bayern 2, Bayern 3, BR-Klassik, und BR24. Die Vermarktung unterstützend sind darin eingebettet auch die Bereiche Creative Media und Eventsponsoring.

Zudem ist die BRmedia mit der Beschaffung und Koordination von Sponsoringaufträgen in TV und Radio beauftragt: zum einen im Auftrag der ARD für das TV-Angebot Das Erste, zum anderen im Auftrag des BR für die BR-Radioprogramme Bayern 1, Bayern 3 und BR24 sowie das Bayerische Fernsehen.

## Geschäftsfelder
Unter dem Dach der BRmedia Service GmbH (100%ige Tochter der BRmedia GmbH) sind die Zentralbereiche Programmverwertung (Lizenzen, BR-KLASSIK Label, BRmedia VERLAG, Digitale Verwertung) und Programmbindung (BRreisen, BRticket, Telekolleg MultiMedial, BR Klangkörper Marketing & Vertrieb) gebündelt. Zum 1. Januar 2019 wurde der BRshop durch Umstellung auf ein rein onlinebasiertes Shop-System aus BRmedia ausgegliedert. Den Betrieb des BRshops übertrug BRmedia in Lizenz an die Bogner Records GmbH & Co. KG.

Weitere BRmedia-Ableger sind die BR-Senderstandort-Vermietungsagentur GmbH (Vermarktung der Mitbenutzung von Senderstandorten des BR durch Dritte) und die BRmedia Personal GmbH (Personalservice für den BR und seine Beteiligungsunternehmen).

### Umsatz
Laut Konzernabschluss zum Geschäftsjahr 01.01.2012 – 31.12.2021 betrug 2021 der Umsatz von BRmedia 75,8 Mio. Euro. An den Bayerischen Rundfunk lieferte BRmedia 2021 laut BR-Geschäftsbericht etwas über 7 Mio. Euro (7.043.685,45 Euro) an Ertragserlösen ab, 2020 betrug der an den BR abgeführte Ertragserlös von BRmedia mit 8.179.941,65 Euro eine gute Million Euro mehr.